# Nostradamus (album)
A Nostradamus  a Judas Priest tizenhatodik lemeze, mely 2008-ban jelent meg. A dupla album az első konceptlemez a zenekar történetében. A korong a legendás látnok Nostradamus életét hívatott zenébe foglalni. A zene ennek megfelelően nagyzenekari hangzásokkal, szimfonikus elemekkel egészült ki. A lemez fogadtatása vegyes volt. Sokan unalmasnak minősítik, néhányan pedig dicsérik változatosságát. A címadó dalt Grammy-díjra jelölték a "Best Metal Performance" kategóriában.
A zenekar tervei közt szerepelt az egész sztori színpadra vétele is, vagyis a teljes lemez előadása a koncerteken. A dupla CD és a tripla bakelit mellett a limitált verzió egy 48 oldalas füzetet is rejt. A turné első állomásain olyan partnerekkel játszottak, mint a Megadeth, a Motörhead, vagy a Testament.

## Számlista
A dalokat Rob Halford, K. K. Downing és Glenn Tipton írta.

### Disc 1
1. "Dawn Of Creation" – 2:33
2. "Prophecy" – 5:26
3. "Awakening" – 0:53
4. "Revelations" – 7:05
5. "The Four Horsemen" – 1:35
6. "War" – 5:04
7. "Sands Of Time" – 2:36
8. "Pestilence And Plague" – 5:08
9. "Death" – 7:33
10. "Peace" – 2:21
11. "Conquest" – 4:42
12. "Lost Love" – 4:28
13. "Persecution" – 6:34

### Disc 2
1. "Solitude" – 1:25
2. "Exiled" – 6:32
3. "Alone" – 7:50
4. "Shadows In The Flame" – 1:10
5. "Visions" – 5:24
6. "Hope" – 2:09
7. "New Beginnings" – 4:56
8. "Calm Before The Storm" – 2:05
9. "Nostradamus" – 6:43
10. "Future Of Mankind" – 8:29

## Közreműködők
- Rob Halford – ének
- K. K. Downing – gitár, gitárszintetizátor, producer
- Glenn Tipton – gitár, gitárszintetizátor, producer
- Ian Hill – basszusgitár
- Scott Travis – dob
- Don Airey – billentyűs hangszerek
- Mark Wilkinson – lemezborító